# Flaga stanowa Nowego Meksyku
Flaga stanowa Nowego Meksyku

## Symbolika
Żółty obszar i czerwone kolory symbolu są kolorami Hiszpanii. Najpierw przywiózł je z Nowego Meksyku hiszpański odkrywca w 1540. Na fladze Nowego Meksyku widzimy czerwone słońce z promieniami wychodzącymi od niego. Są tu cztery grupy promieni z czterema promieniami w każdej grupie. Jest to starożytny, słoneczny symbol indiańskiego plemienia Zia, z grupy Pueblo. Indianie ci wierzyli, że dawca wszystkiego dał im dobre dary podzielone na cztery grupy. Tymi prezentami są: 
- Cztery kierunki - na północ, wschodni, południowy i zachodni
- Cztery pory roku - wiosna, lato, jesień i zima.
- Dzień - świt, południe, wieczór i noc.
- Samo Życie - dzieciństwo, młodość, kwiecie wieku i starość.

Wszystko to jest połączone kręgiem życia i miłości, bez początku i końca.
Przyjęta 11 marca 1925 roku. Proporcje 2:3